# Meioneta prosectoides
Meioneta prosectoides är en spindelart som beskrevs av George Hazelwood Locket och Anthony Russell-Smith 1980. Meioneta prosectoides ingår i släktet Meioneta och familjen täckvävarspindlar. Inga underarter finns listade i Catalogue of Life.